# Liberty City, Texas
Liberty City là một nơi ấn định cho điều tra dân số (CDP) thuộc quận Gregg, tiểu bang Texas, Hoa Kỳ. Năm 2010, dân số của nơi này là 2351 người.

## Dân số
- Dân số năm 2000: 1935 người.
- Dân số năm 2010: 2351 người.